# Yosuke Kobayashi
Yosuke Kobayashi (født 6. maj 1983) er en tidligere japansk fodboldspiller.
Han har spillet for flere forskellige klubber i sin karriere, herunder Urawa Reds og Roasso Kumamoto.